# Ganglion stellaire

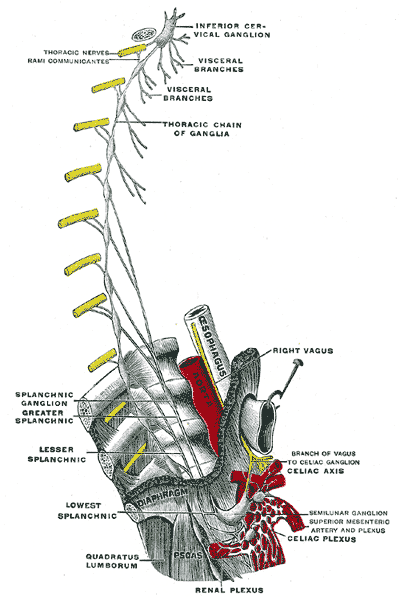
Cordon sympathique droit

Le ganglion stellaire, ou ganglion cervicothoracique du sympathique, est un ganglion nerveux du tronc sympathique. 

## Anatomie
Il est situé au-dessus de la première côte, et résulte de la fusion du ganglion cervical inférieur et du premier ganglion thoracique.

## Pathologie
La destruction du ganglion stellaire est responsable d'un syndrome de Claude-Bernard-Horner. Le ganglion stellaire peut être non fonctionnel en raison d'un envahissement tumoral (par exemple par une tumeur de Pancoast-Tobias) ou être une conséquence d'un geste chirurgical comme la sympathectomie thoracique.